# American Vandal

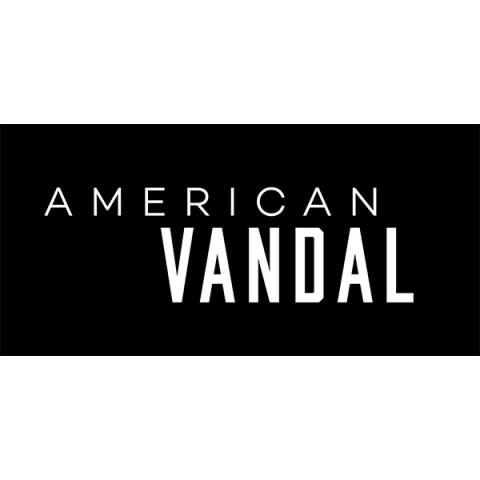
logo de American Vandal

American Vandal est une série télévisée américaine. C'est une parodie de documentaire qui a été diffusée sur Netflix entre le 15 septembre 2017 et le 14 septembre 2018.
Cette série est une parodie de documentaires sur les crimes tels que Making a Murderer et Serial. Le 26 octobre 2018, il a été annoncé que Netflix avait annulé la série après deux saisons; cependant il a également été signalé que les producteurs de la série ont l'intention de proposer le programme à d'autres sites.[réf. nécessaire]

## Distribution

### Saison 1
- Tyler Alvarez (VFB : Alexis Flamant) : Peter Maldonado
- Griffin Gluck (VFB : Sébastien Hébrant) : Sam Ecklund
- Jimmy Tatro (VFB : Maxime Van Santfoort) : Dylan Maxwell[3]
- G. Hannelius (VFB : Helena Coppejans) : Christa Carlyle
- Camille Hyde : Gabi Granger
- Eduardo Franco : Spencer Diaz
- Lukas Gage : Brandon Galloway
- Jessica Juarez (VFB : Helena Coppejans) : Brianna "Ganj" Gagne
- Lou Wilson : Lucas Wiley
- Camille Ramsey (VFB : Sandrine Henry) : Mackenzie Wagner
- Calum Worthy (VFB : Sébastien Hébrant) : Alex Trimboli
- Saxon Sharbino : Sara Pearson
- Gabriela Fresquez : Sophia Gutierrez
- Karly Rothenberg (VFB : Helena Coppejans) : Mme Shapiro (7 épisodes)
- Sean Carrigan (VFB : Olivier Prémel) : Coach Rafferty (6 épisodes)
- Evan Arnold (VFB : Olivier Prémel) : Mike Morgan (S1E08)

### Saison 2
- Tyler Alvarez (VFB : Alexis Flamant) : Peter Maldonado
- Griffin Gluck (VFB : Sébastien Hébrant) : Sam Ecklund
- Travis Tope : Kevin McClain
- Melvin Gregg : DeMarcus Tillman
- Taylor Dearden : Chloe Lyman
- DeRon Horton : Lou Carter
- Sarah Burns : Angela Montgomery
- Bellina Logan : Detective Carla Dickey
- Adam Ray : Officer Joe Crowder
- Jay Lee : Tanner Bassett
- Barbara Deering : Cathy Wexler
- Bryce Earhart : Lil K
- Miles J. Harvey : Paul Schnorrenberg
- Tirza Meuljic : Suzanne Lewis
- Cynthy Wu : Mia Abend
- Xaria Dotson : Tori Carucci
- Tyler McClendon : DeMarcus Recreation Double
- Aaron Kee : Jake Finch
- Olivia Norman : Katherine Lake
- Max Huskins : Kevin Recreation Double

Voice-over francophone
- Studio: ?
- Directeur artistique : Antoine Dannoune
- Adaptation : Babelwest Production

## Épisodes

### Saison 1
| N° | Titre de l'épisode                  | Écrit par                   |
| -- | ----------------------------------- | --------------------------- |
| 1  | Les faits : vandalisme et vulgarité | Tony Yacenda & Dan Perrault |
| 2  | Un alibi mou                        |                             |
| 3  | Le clou                             |                             |
| 4  | Soupçons                            |                             |
| 5  | Des théories prématurées            |                             |
| 6  | Liberté d'expression bafouée        |                             |
| 7  | Acmé                                |                             |
| 8  | Nettoyage                           |                             |

### Saison 2
| N° | Titre de l'épisode   | Écrit par |
| -- | -------------------- | --------- |
| 9  | La diarrhée géante   |           |
| 10 | Et de deux           |           |
| 11 | Une tache indélébile |           |
| 12 | Linguistique du caca |           |
| 13 | C'est du propre      |           |
| 14 | Arrière toute !      |           |
| 15 | Une merde monstre    |           |
| 16 | La bouse             |           |

## Réception

### Réponse de la critique

#### Saison 1
La première saison de la série a été accueillie par des critiques élogieuses, sur Rotten tomatoes, la première saison a obtenu une cote d'approbation de 92%, basée sur 13 avis, ainsi qu'une note moyenne de 8/10. Le consensus du site "American Vandal donne un point de vue satirique tout en évoluant comme un véritable mystère passionnant qui offre des commentaires stimulants sur le divertissement moderne. Sur Metacritic, la série à un score moyen de 75 sur 100; basé sur les avis de 10 critiques indiquant des avis "généralement favorables".
Auteur pour The Ringer, Marc Titus a salué l'humour subtil, scénario passionnant et représentation réaliste du lycée dépeints par la série. Robert Lloyd du Los Angeles Times décrit American Vandal comme "un pastiche parfaitement dosé" des documentaires criminels. Steve Greene de IndieWire loue le "sens exceptionnel d’authenticité" dans les performances et l'exploration de la popularité des documentaires criminels.
American Vandal a été honoré par un Peabody award pour sa première saison, sortie le 19 avril 2018.

#### Saison 2
Sur Rotten tomatoes , la seconde saison détient une cote d'approbation de 98% sur une moyenne de notations de 8,07 sur 10, basée sur 47 critiques. Le consensus du site: "American Vandal alterne entre différents types d'humour dans une ambitieuse seconde saison qui réussit à multiplier les gags explicites tout en adressant subtilement de sérieux sujets sociaux". Sur Metacritic, la seconde saison a reçu une note moyenne de 76 sur 100 basée sur les avis de 13 critiques indiquant des avis "généralement favorables".